# Roger Séférian
Roger Séférian, né le 16 décembre 1915 à Clisson et mort pour la France à Sollum le 13 juin 1942, est un militaire et résistant français, Compagnon de la Libération. 

## Biographie

### Jeunesse et engagement
Roger Séférian naît le 16 décembre 1915 à Clisson, alors en Loire inférieure, d'un père, Archag Séférian, ingénieur d'origine arménienne, et de Germaine Brélaz. Il fait ses études secondaires et supérieures à l'institut du Saint-Esprit de Beauvais et à Paris et obtient une agrégation de philosophie en 1938 après avoir présenté une thèse consacrée aux poèmes de Victor Hugo.

### Seconde Guerre mondiale
Lors de la mobilisation générale de 1939, Roger Séférian est affecté au 32e régiment d'artillerie à Longwy. Promu aspirant le 20 avril 1940, il participe à la bataille de France et doit se replier vers le nord de la France avec son unité. Lors de l'évacuation de Dunkerque, il embarque à bord d'un navire devant rejoindre Madagascar. En cours de route, il prend connaissance de l'armistice du 22 juin 1940 et, en désaccord avec celui-ci, décide de poursuivre la lutte contre l'Allemagne. Ne voulant pas débarquer à Madagascar, administrée par le régime de Vichy, il se jette à l'eau alors que son navire croise au large du cap de Bonne-Espérance et réussi à rejoindre la terre ferme. Après un long voyage, il parvient en Égypte et s'engage dans les forces françaises libres le 6 mai 1941 sous de pseudonyme de Roger de Rauvelin.
Promu sous-lieutenant, il part pour Damas où il est affecté au 1er régiment d'artillerie des Forces Françaises Libres avec lequel il participe à la guerre du désert en Libye. Le 10 juin 1942, lors de la bataille de Bir Hakeim, il est grièvement blessé au ventre par un éclat d'obus. Il est évacué lors de la sortie en force de la nuit du 10 au 11 juin et est transporté à l'hôpital mobile militaire britannique no 1 de Sollum où il finit par succomber à ses blessures le 13 juin 1942. Il est inhumé au cimetière militaire britannique de Sollum
.

## Décorations
|  |  |  |

| Officier de la Légion d'Honneur | Officier de la Légion d'Honneur | Officier de la Légion d'Honneur | Compagnon de la Libération À titre posthume, par décret du 11 mai 1943 | Compagnon de la Libération À titre posthume, par décret du 11 mai 1943 | Compagnon de la Libération À titre posthume, par décret du 11 mai 1943 | Croix de guerre 1939-1945 Avec une palme | Croix de guerre 1939-1945 Avec une palme | Croix de guerre 1939-1945 Avec une palme |

## Hommages
- À Beauvais, son nom est inscrit sur une plaque commémorative à l'Institut du Saint-Esprit[5].
- À Paris, son nom figure sur une plaque commémorative à l'Hôtel de ville[6].